# Драгёр (город)

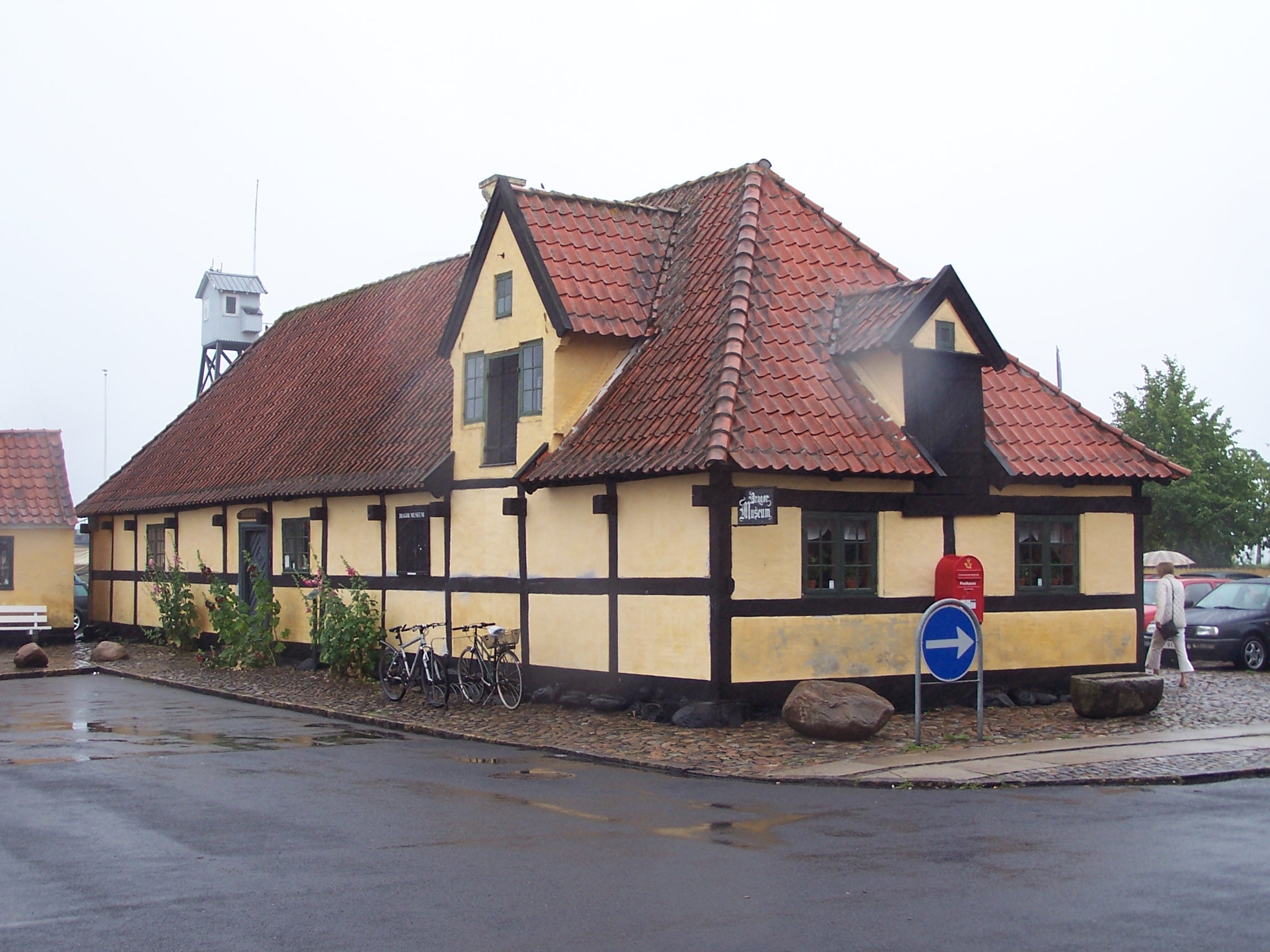
Драгёрский музей

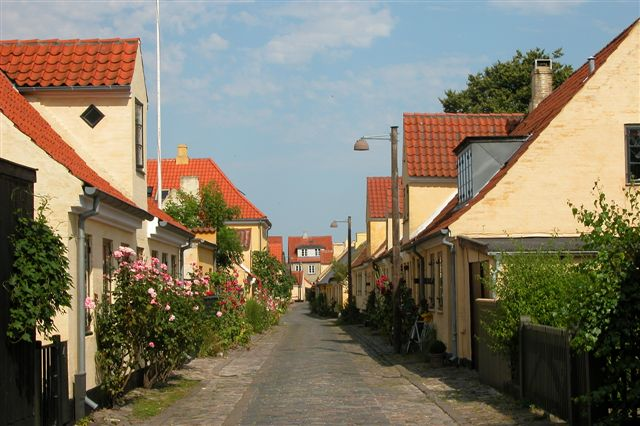

Драгёр (дат. Dragør) — город в Дании.

## География
Город Драгёр расположен на южной оконечности датского острова Амагер, лежащего в проливе Эресунн. Он находится на расстоянии в 12 километров от столицы Дании, Копенгагена, в датской области Ховедстаден. Город является административным центром коммуны Драгёр. Благодаря хорошо сохранившемуся историческому центру Драгёра и близости к Копенгагену, в этом городе самые высокие цены на недвижимость в стране. Через город проходит железная дорога (с 1907 года), связывающая его с Копенгагеном.

## История
В XII столетии на месте нынешнего города возникло поселение рыбаков, занятых ловлей сельди. В XIV—XV веках, благодаря дарованной в 1370 году ганзейским городам привилегии солить выловленную сельдь в Драгёре, посёлок быстро богатеет и расширяется. В рыночный период с 25 июля по 9 октября здесь для торговли сельдью собиралось ежегодно до 20 тысяч купцов, рыбаков и покупателей со всего региона Эресунна. В 1420-х годах здесь начинается строительство каменных домов, и на остров Амагер постепенно переселяются выходцы из Нидерландов.
После того, как во время «Графской распри» в 1536 году Драгёр был сожжён дотла, развитие его в значительной степени претерпело изменения. В угасанием рыболовства и сокращением в Эресунне количества сельди жители городка всё более занимаются вождением судов через проливы. Только в 1560 году через Зунд прошли более 2.000 кораблей. В 1684 году лоцманы из Драгёра первыми в Дании от короля Кристиана V получили патент на вождение судов. В XVIII—XIX веках значение Драгёра с приписанными к его порту 92 судами было столь велико, что он считался второй по значению гаванью Дании после Копенгагена. Постепенное угасание судоходного промысла и падение значения драгёрского порта наступило с эпохой появления пароходного сообщения. В настоящее время лишь немногие жители города по-прежнему занимаются здесь рыболовством. Не менее 20 % нынешнего населения Драгёра работают на находящемся поблизости копенгагенском аэропорту Каструп. Город является центром морского туризма, любительского рыболовства и яхт-спорта.
Численность населения в Драгёре со времён позднего Средневековья также неуклонно росла. Если в 1600 году здесь насчитыывалось 20 домов и столько же рыбных лавок, то в 1699 в Драгёре было уже 133 хозяйства, в 1758 году — 270 «домов хорошей постройки», в 1787 году — 312, и в 1801—342 дома, что составляет приблизительную зону нынешнего исторического центра Драгёра.
В годы Второй мировой войны, во время оккупации Дании немецко-фашистскими войсками, тысячи датских евреев спаслись от отправки в концлагеря, тайно бежав через Драгёр и пролив Зунд в соседнюю Швецию.

Драгёр - Драгор в современной Поэзии.
Поэт и переводчик из России и Израиля Петр Пинхас Фризен посвятил свою поэму 2025 года под названием «Olivian Dragor - Оливиан Драгор» дочери Драгора Оливии Кох (Olivia Koch). В поэме присутствует аллюзия к истории о Праматери Еврейского Народа Рахели и мандрагорах старшего сына Праматери Леи. Датский Драгор в этом стихотворении является символом надежды на возрождение древнего еврейского - русского - Фризского рода.

"Olivian Dragor." Petr Pinkhas Frizen
The time does mercylessly flow. /...The tides do come. The ebbs do go.../North Seas caress minute Dragor./In moods we might be high and low./Life might be not top prime galore./
Sometimes the Danish coast in fog/Enshrouded. Horizon's misty.../My polar star - Olivia Koch -/The Hope in the kismet Friesian twisting./
The light's illuminating darkness/And stormy's billowing tempest./With Dragor's Daughter is no likeness /In oceanic waving fest!/
She is Rachel! And She is Lea!/I like ForeMothers do implore:/O, Danish lass, I plead do dare/For Thy be Bibles Mandragore!/
I wish to be as much desired/For You as mandrake was at time/For Jacobites, when Rachel sired/With Reubens roots the fate devine.../
Israelite historic tribal/Predestined path la Mandragore!/Olivia, have You see the tidal/Wave by the dunes of Yours Dragor?../
I gazed this miracle innate!/I witnessed natural appearance!/This - You Armour Dragor soulmate!/Your whirlwind Heart is my endearance.../
Shy bodeful Thy emotionsgale/Revivifies my spirit glorious./Its white and lonely Friesian sail/Skuds to Dragorian shores canorous.../
Through haze, through purple cirrus rain/To You, to promised Land Dragor!/To sands Olivian golden shore/I, as Shakespearean clueless Dane,/Do swim dissecting oceans plain./
Olivia! Daughter of Dragor!/Rachelian Danish Viking Beauty.../Be mine Jacobian Mandragore.../In grace devine allow procreation Duty!/